# Naftali Deutsch (rabin)
Naftali Deutsch (n.  ?, Ierusalim, Israel) este un rabin român originar din Israel, lider al comunității hasidice Habad din România.
Acesta s-a născut în Ierusalim. În anul 1999 s-a stabilit împreună cu soția sa, Risha, în București, pentru a servi la Sinagoga Eșua Tova, care aparține grupului Habad.
Acesta este o figură importantă în comunitatea evreiască din capitală (atât cea autohtonă, cât și cea nouă, formată din imigranți). Pe lângă sinagogă, comunitatea Habad mai controlează în București o grădiniță, o școală, o organizație de tineret și un restaurant kosher. De asemenea, aceștia mai au și un centru Habad în Cluj și în Voluntari.